# Richmond Kickers II
El Richmond Kickers II, conocido también como Richmond Kickers Future, fue un equipo de fútbol de los Estados Unidos que alguna vez jugó en la USL Premier Development League, la cuarta liga de fútbol en importancia en el país.

## Historia
Fue fundado en el año 2002 en la ciudad de Richmond, Virginia como un equipo filial del Richmond Kickers en la USL Premier Development League.
El club tuvo bastante éxito en la cuarta división, ya que consiguió ganar 2 títulos divisionales, un título de conferencia y también jugó la US Open Cup en 2005, donde fueron eliminados en la segunda ronda.
El club desapareció antes de iniciar la temporada 2009 por decisión de los directivos de Richmond Kickers.

## Palmarés
- USL PDL Eastern Conference: 1

2005
- USL PDL Mid Atlantic Division: 2

2003, 2005

## Temporadas
| Año  | División | Liga    | Temporada Regular | Playoffs                 | US Open Cup  |
| ---- | -------- | ------- | ----------------- | ------------------------ | ------------ |
| 2002 | 4        | USL PDL | 3º, Mid Atlantic  | No clasificó             | No clasificó |
| 2003 | 4        | USL PDL | 1º, Mid Atlantic  | Semifinal de Conferencia | No clasificó |
| 2004 | 4        | USL PDL | 3º, Mid Atlantic  | No clasificó             | No clasificó |
| 2005 | 4        | USL PDL | 1º, Mid Atlantic  | Semifinal Nacional       | 2.ª Ronda    |
| 2006 | 4        | USL PDL | 5º, Mid Atlantic  | No clasificó             | No clasificó |
| 2007 | 4        | USL PDL | 6º, Mid Atlantic  | No clasificó             | No clasificó |
| 2008 | 4        | USL PDL | 6º, Mid Atlantic  | No clasificó             | No clasificó |

## Estadios
- University of Richmond Stadium; Richmond, Virginia (2003–2008)
- Cary Street Field; Richmond, Virginia (2004)
- Sports Backers Stadium; Richmond, Virginia (2005–2008)